# Lista de mulheres da Bíblia
A lista a seguir é uma lista de mulheres encontradas nas bíblias hebraica e cristã. A lista aparece em ordem alfabética.

## A
- Abigail - Mãe de Amasa, irmã de Davi.[1]
- Abigail - Mulher do perverso Nabal, que se tornou esposa de Davi após a morte de Nabal.[2]
- Abiail - Mãe de Zuriel, chefe da casa de Merari.[3]
- Abisague - Companheira do rei David na sua velhice[4]
- Acsa - filha de Calebe. Quando Calebe a prometeu a Otniel em casamento, ela pediu que ele aumentasse seu dote para incluir não apenas terras, mas também fontes de água.[5][6][7]

## B
- Bate-Seba - Mulher de Urias e depois de David, rei do Reino de Israel e Judá. Mãe de Salomão, que sucedeu David como rei.